# 沃爾納特公園 (加利福尼亞州)
沃爾納特公園（英語：Walnut Park）是位於美國加利福尼亞州洛杉磯縣的一個人口普查指定地區。

## 地理
沃爾納特公園的座標為33°58′08″N 118°13′26″W / 33.96889°N 118.22389°W，而該地最高點為海拔高度45米（即148英尺）。

## 人口
根據2010年美國人口普查的數據，沃爾納特公園的面積為1.937平方千米，當中陸地面積為1.937平方千米，而水域面積為0.000平方千米。當地共有人口15966人，而人口密度為每平方千米8,242人。